# Élections constituantes de 1945 dans le Bas-Rhin
Les élections constituantes françaises de 1945 se déroulent le 21 octobre.

## Mode de scrutin
Les députés sont élus selon le système de représentation proportionnelle suivant la règle de la plus forte moyenne dans le département, sans panachage ni vote préférentiel. Il y a 586 sièges à pourvoir.
Dans le département de le Bas-Rhin, huit députés sont à élire.

## Élus
Les huit députés élus sont : 
| Identité               | Parti | Parti |
| ---------------------- | ----- | ----- |
| Henri Meck             |       | MRP   |
| Alfred Oberkirch       |       | MRP   |
| Joseph Sigrist         |       | MRP   |
| Pierre Pflimlin        |       | MRP   |
| Albert Schmitt         |       | MRP   |
| René Capitant          |       | UDSR  |
| Marcel-Edmond Naegelen |       | SFIO  |
| Marcel Rosenblatt      |       | PCF   |

## Résultats

### Résultats à l'échelle du département
| Liste (parti)  | Liste (parti)                                           | Tête de liste          | Résultats | Résultats | Sièges | Sièges |
| Liste (parti)  | Liste (parti)                                           | Tête de liste          | Voix      | %         | Sièges | Sièges |
| -------------- | ------------------------------------------------------- | ---------------------- | --------- | --------- | ------ | ------ |
|                | Mouvement républicain populaire                         | Henri Meck             | 136 058   | 46,65     | 5      |        |
|                | Union démocratique de rénovation française (Gaullistes) | René Capitant          | 48 310    | 16,56     | 1      |        |
|                | Union démocratique et socialiste de la Résistance       | Marcel-Edmond Naegelen | 39 948    | 13,70     | 1      |        |
|                | Parti communiste français                               | Marcel Rosenblatt      | 38 714    | 13,27     | 1      |        |
|                | Parti républicain de la liberté                         | Alfred Scheer          | 20 241    | 6,94      | -      |        |
|                | Défense paysanne du Bas-Rhin (Rép. G)                   | Jean-Jacques Urban     | 8 420     | 2,89      | -      |        |
|                |                                                         |                        |           |           |        |        |
| Inscrits       | Inscrits                                                | Inscrits               | 421 374   |           | 8      |        |
| Votants        | Votants                                                 | Votants                | 299 624   | 71,10     |        |        |
| Blancs et nuls | Blancs et nuls                                          | Blancs et nuls         | 7 928     | 2,65      |        |        |
| Exprimés       | Exprimés                                                | Exprimés               | 291 686   | 97,35     |        |        |